# Chris van Krimpen
Christiaan (Chris) van Krimpen (Kloosterburen, 17 augustus 1939) is een Nederlands jurist, bestuurder en politicus. Hij was adjunct-directeur van het Havenbedrijf Rotterdam en namens de PvdA lid van de Eerste Kamer en gemeenteraadslid van Rotterdam.

## Loopbaan
Van Krimpen studeerde rechten en was tot 1969 officier bij de marineluchtvaartdienst in Valkenburg. In die hoedanigheid bracht hij samen met dr. Sietse Bosgra van het Angola-comité een kritisch rapport uit over de de rol van Portugal binnen de NAVO. Beargumenteerd werd dat Portugal het NAVO-lidmaatschap, tegen de NAVO-afspraken in, gebruikte voor opbouw van de krijgsmacht in haar koloniën. Vanaf 1969 was Van Krimpen als beleidsvoorbereider direct werkzaam onder de Rotterdamse burgemeester Wim Thomassen. Hij was actief binnen de PvdA-afdeling Hillegersberg. Daar leidde zijn deelname aan de werkgroep die een nota opstelde voor het Rotterdamse PvdA kiesprogramma de Nederlandse gemeenteraadsverkiezingen 1970 tot ophef. Van Krimpen, die de havenparagraaf voor zijn rekening genomen had, uitte hierin scherpe kritiek op de Zeehavennota van het hoofdbestuur. Hij bood deze kritiek ook ter publicatie aan bij verschillende kranten. Hij gaf aan deze kritiek op persoonlijke titel geschreven te hebben toen deze vanwege zijn werk toegeschreven werd aan burgemeester Thomassen. In 1975 werd Van krimpen, die daar al werkzaam was, door de gemeenteraad benoemd tot adjunct-directeur van het Havenbedrijf Rotterdam. Ook in die functie bleef hij gevraagd en ongevraagd adviezen geven en kritiek leveren. In 1980 moest hij op aandringen van wethouder Jan Riezenkamp (PvdA) opstappen.
Namens de PvdA was hij van 23 november 1976 tot 10 juni 1981 lid van de Eerste Kamer der Staten-Generaal. Daar was hij woordvoerder, en tevens voorzitter van de Kamercommissie, voor verkeer en waterstaat. Hij hield zich tevens bezig met Nederlands-Antilliaanse zaken.
Na zijn vertrek bij het Havenbedrijf Rotterdam werd Van krimpen in 1980 algemeen havendirecteur op Aruba. In 1985 keerde hij terug naar Rotterdam waar hij partner werd in een adviesbureau voor de haven. In 1988 werd hij verkozen als gemeenteraadslid van Rotterdam. Vanwege oud zeer vermeed hij de haven als beleidsterrein. In 1989 uitte hij kritiek op het functioneren van zijn eigen partij die wel heel dominant was in de Rotterdamse gemeenteraad. In 1991 vertrok hij voortijdig uit de gemeenteraad omdat hij projectleider werd bij het havenbedrijf van Bombay in India. Van Krimpen bleef tot 2017 werkzaam als projectleider en consultant op het havengebied, onder meer bij Royal Haskoning. Ook was hij havenjurist voor de Wereldbank en de Europese Unie.
- Parlement.com: vg09llicdkc2